# Serie A1 1949/50
Die Saison 1949/50 war die 17. Spielzeit der Serie A1, der höchsten italienischen Eishockeyspielklasse. Meister wurde zum ersten Mal in der Vereinsgeschichte überhaupt der HC Milan Inter.

## Modus
In der Hauptrunde wurde die Liga in drei Gruppen mit jeweils drei Mannschaften aufgeteilt. Die Erstplatzierten jeder Gruppe qualifizierten sich für die Finalrunde, deren Erstplatzierter Meister wurde. Für einen Sieg erhielt jede Mannschaft zwei Punkte, bei einem Unentschieden gab es einen Punkt und bei einer Niederlage null Punkte.

## Hauptrunde

### Gruppe A
|  | Asiago Hockey | 4:7 | HC Alleghe | Alleghe |

|  | HC Milano | 21:2 | Asiago Hockey | Alleghe |

|  | HC Alleghe | 0:14 | HC Milano | Alleghe |

|    | Klub           | Sp | S | U | N | Tore | Punkte |
| -- | -------------- | -- | - | - | - | ---- | ------ |
| 1. | HC Milan Inter | 2  | 2 | 0 | 0 | 35:2 | 4      |
| 2. | HC Alleghe     | 2  | 1 | 0 | 1 | 7:18 | 2      |
| 3. | Asiago Hockey  | 2  | 0 | 0 | 2 | 6:28 | 0      |

Sp = Spiele, S = Siege, U = Unentschieden, N = Niederlagen

### Gruppe B
|  | SG Cortina | 4:7 | HC Auronzo | Auronzo |

|  | HC Auronzo | Wertung | Diavoli Rossoneri Milano | Auronzo |

|  | Diavoli Rossoneri Milano | Wertung | SG Cortina | Auronzo |

|    | Klub                         | Sp | S | U | N | Tore | Punkte |
| -- | ---------------------------- | -- | - | - | - | ---- | ------ |
| 1. | SG Cortina                   | 2  | 2 | 0 | 0 | 9:5  | 4      |
| 2. | HC Auronzo                   | 2  | 1 | 0 | 1 | 5:9  | 2      |
| 3. | HC Diavoli Rossoneri Milano1 | 2  | 0 | 0 | 2 | 0:0  | 0      |

1 Die Mannschaft wurde vom Spielbetrieb zurückgezogen

### Gruppe C
|  | HC Ortisei | 5:0 | HC Bozen | St. Ulrich in Gröden |

|  | HC Bozen | 2:2 | Amatori Milano | St. Ulrich in Gröden |

|  | Amatori Milano | 3:1 | HC Ortisei | St. Ulrich in Gröden |

|    | Klub           | Sp | S | U | N | Tore | Punkte |
| -- | -------------- | -- | - | - | - | ---- | ------ |
| 1. | Amatori Milano | 2  | 1 | 1 | 0 | 5:3  | 3      |
| 2. | HC Ortisei     | 2  | 1 | 0 | 1 | 6:3  | 2      |
| 3. | HC Bozen       | 2  | 0 | 1 | 1 | 2:7  | 1      |

## Finalrunde
|    | Klub           | Sp | S | U | N | Tore | Punkte |
| -- | -------------- | -- | - | - | - | ---- | ------ |
| 1. | HC Milan Inter | 2  | 2 | 0 | 0 | 16:9 | 4      |
| 2. | Amatori Milano | 2  | 1 | 0 | 1 | 8:11 | 2      |
| 3. | SG Cortina     | 2  | 0 | 0 | 2 | 6:10 | 0      |

## Meistermannschaft
Giancarlo Bassi – Franco Balloni – Giancarlo Bucchetti – Giancarlo Bulgheroni – Ignazio Dionisi – Vincenzo Fardella – Aldo Federici – Umberto Gerli – Dino Innocenti – Franco Rossi